# Ircinia tintinnabula
Ircinia tintinnabula är en svampdjursart som först beskrevs av Duchassaing och Giovanni Michelotti 1864.  Ircinia tintinnabula ingår i släktet Ircinia och familjen Irciniidae. Inga underarter finns listade i Catalogue of Life.